# Coca Buton
Coca Buton è un liquore aromatico italiano, un tempo prodotto e distribuito dalla Buton della famiglia Sassoli de' Bianchi e ora dall'azienda Gruppo Montenegro.

## Storia
Il primo liquore prodotto utilizzando foglie di coca nacque nel 1866 ad Atlanta, da un'idea di John Pemberton, inventore della formula della coca-cola. Nello stesso anno Buton produsse una ricetta simile in Italia, con una bassa quantità di foglie di coca, da cui venne eliminata la tossicità mediante processo di distillazione, lasciando nel liquore solo le proprietà aromatiche e naturali.

## Prodotto
Il liquore è composto da varie erbe aromatiche, tra cui melissa, ortica, artemisia, assenzio e la coca peruviana. Le foglie di coca vengono importate sotto il controllo dell'autorità competente, messe in infusione e distillate in un apposito alambicco. La distillazione ha lo scopo di eliminare l'effetto stupefacente e la tossicità presente nelle foglie stesse. 

## Degustazione
Il coca buton può essere degustato liscio, con aggiunta di ghiaccio, bevuto come aperitivo o digestivo. Il prodotto viene servito in un calice piccolo e raccolto, può anche essere servito caldo. Può essere utilizzato come ingrediente per alcuni cocktails, tra cui il Saigon, ricetta tipica di Messina, composto da vodka, vermouth dry, coca buton e granita al limone.